# Boris Gardiner
Boris Gardiner (Kingston, 13 januari 1943) is een Jamaicaanse reggaezanger en bassist. Hij is vooral bekend van de hit I want to wake up with you.

## Biografie
Boris Gardiner werd op 13 januari 1943 in de Jamaicaanse hoofdstad Kingston geboren als jongste van drie kinderen. Zijn muzikale carrière begon in jaren zestig als sessiemuzikant bij Studio One, de studio van producer Coxsone Dodd. In diezelfde tijd zat hij samen met Richard Ace, Dennis Moss en Delano Stewart in de groep Rhythm Aces. Deze groep bestond echter maar korte tijd. Gedurende de jaren zestig bleef hij veel sessiewerk doen en was hij bassist in verschillende begeleidingsgroepen. Zo was hij lid van Byron Lees Dragonaires, Lee Perrys Upsetters, Derrick Harriotts Crystalites, Bunny Lees Aggrovators en The Now Generation Band.
In 1970 had hij zijn eerste solohit met het instrumentale Elizabethan reggae. Hij haalde er een veertiende plaats mee in de Britse hitlijst. Aanvankelijk werd als uitvoerend artiest van Elizabethen reggae Byron Lee vermeld, die een jaar eerder samen met Mighty Sparrow een hit had met Only a Fool Breaks His Own Heart. Byron Lee was echter de producer van het nummer en was per ongeluk als uitvoerend artiest op de hoes van de eerste persingen van de single terechtgekomen. De fout werd in de hitlijsten overgenomen, maar een paar weken later werd deze hersteld.
Later in de jaren zeventig nam hij nog verschillende albums met zijn groep Boris Gardiner Happening op, maar buiten Jamaica bleven deze vrijwel onopgemerkt.
Het duurde na Elizabethan reggae zestien jaar voordat Gardiner weer een hit scoorde. In 1986 had hij een Britse nummer 1-hit met de ballad I want to wake up with you. In Nederland en Vlaanderen kwam het nummer tot #4. Het nummer was een cover van Mac Davis. Het grote succes kon hij met zijn opvolgers You are everything to me en The meaning of Christmas, dat hij in de jaren zestig al met The Rhythm Aces opgenomen had, niet evenaren. In tegenstelling tot het intstrumentale Elizabethan reggae waren al deze nummers gezongen. Na dit hoogtepunt uit zijn carrière ging hij weer verder als muzikant in de achtergrond.

## Discografie

### Singles
| Single met eventuele hitnotering(en) in de Nederlandse Top 40 | Datum van verschijnen | Datum van binnenkomst | Hoogste positie | Aantal weken | Opmerkingen |
| ------------------------------------------------------------- | --------------------- | --------------------- | --------------- | ------------ | ----------- |
| I want to wake up with you                                    |                       | 23-8-1986             | 4               | 11           |             |

| Single met hitnotering(en) in de Vlaamse Ultratop 50 | Datum van verschijnen | Datum van binnenkomst | Hoogste positie | Aantal weken | Opmerkingen      |
| ---------------------------------------------------- | --------------------- | --------------------- | --------------- | ------------ | ---------------- |
| I want to wake up with you                           |                       | 1986                  | 4               |              | in de BRT Top 30 |
| You're everything to me                              |                       | 1986                  | 29              |              | in de BRT Top 30 |

### NPO Radio 2 Top 2000
Van Boris Gardiner stond alleen I want to wake up with you in 1999 in de NPO Radio 2 Top 2000, op plek 1916.
- Bibliothèque nationale de France: cb14180216g (data)
- Gemeinsame Normdatei: 134381548
- International Standard Name Identifier: 0000 0000 5517 6899
- MusicBrainz: ae15e0d3-3d92-4fd5-b232-f3c270416c0b
- Nationale Bibliotheek van Tsjechië: xx0072934
- Système universitaire de documentation: 160773148
- Virtual International Authority File: 42050347
- WorldCat: E39PBJmxVrMbhy68MR3bJCdWjC